# Теорема Резаля
Теорема Резаля — теорема динамики об изменении кинетического момента системы в кинематическом истолковании.

## Формулировка
Скорость точки, совпадающей с концом вектора кинетического момента механической системы относительно центра при движении по годографу этого вектора, равна по величине и параллельна главному векторному моменту всех внешних сил системы.